# Pinogana
Pinogana es un corregimiento del distrito de Pinogana en la provincia de Darién, República de Panamá. La localidad tiene 405 habitantes (2010).